# PCI-X
Ne pas confondre ce bus avec PCI Express, beaucoup plus répandu

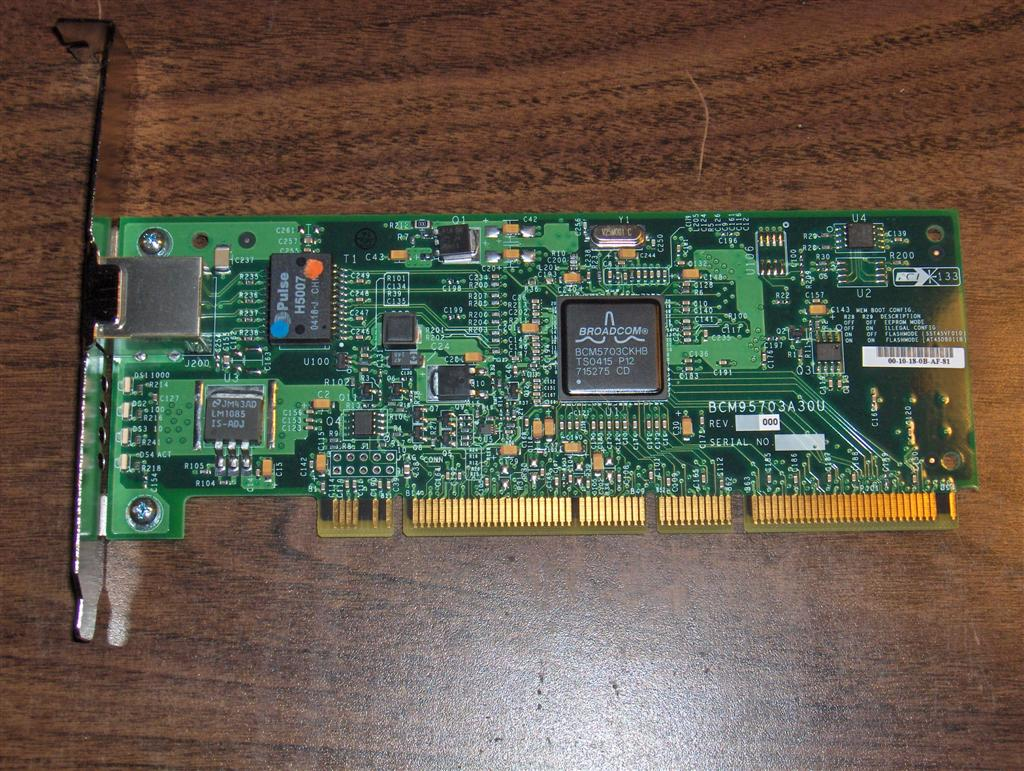
Une carte d'extension Ethernet Gigabit PCI-X.

Le bus PCI-X est une évolution du bus PCI standard, développée conjointement par IBM, Compaq, HP et Intel et destinée en général aux serveurs et stations de travail. Ce type de port est utilisé pour les cartes d'extension réseau Gigabit Ethernet (débit maximum de 1 000 Mb/s soit 100 Mo/s), ainsi que les cartes de connexion SCSI Ultra 160 et Ultra 320 (débit maximum de 160 Mo/s et 320 Mo/s respectivement). Cette architecture de bus a surtout été employée dans des applications professionnelles, avant d'être remplacée par le bus PCI Express. Ce dernier, étroit et rapide, a une approche différente du bus PCI-X, qui est un bus beaucoup plus large et plus lent.

## Technique
Un bus PCI est cadencé à 33,3 MHz avec une largeur de bus de données de 32 bits (proposant une bande passante maximum de 133,3 Mo/s), même si la version 2.x de la norme PCI a introduit une possibilité de doublement de la fréquence de 33,3 à 66,6 MHz, cela a été rarement implémenté. Le bus PCI-X propose une fréquence d'horloge maximum de 66,6 MHz voire 133,3 MHz en 32 ou 64 bits (soit une bande passante maximum de 533,3 Mo/s ou 1 066,6 Mo/s). La norme PCI-X 2.0 a introduit une possibilité de cadencer le bus a 266,6 MHz voire 533,6 MHz mais ces options ont rapidement été écartées au profit du bus PCI Express.

## Comparaison avec PCI Express
Le nom PCI-X ne doit pas être confondu avec PCI Express même si la consonance est proche (surtout en anglais où la lettre X se prononce « ex »). Le bus PCI-X a été conçu comme une évolution compatible avec le bus PCI :
- sur une carte mère qui en est équipée les connecteurs PCI-X peuvent accueillir une carte PCI (sauf les plus anciennes cartes PCI 1.0 alimentées en 5 V) ;
- une carte d'extension PCI-X peut être branchée dans un connecteur PCI (mais attention à son encombrement).

La transition de PCI-X vers PCI Express a été motivée par un certain nombre d'avantages :
- un connecteur PCI-X requiert le raccordement en parallèle de 64 fils et cela rend la conception des cartes mères complexe (beaucoup de signaux qui doivent être véhiculés en même temps), par opposition le connecteur PCIe raccorde plusieurs lignes série indépendantes ce qui simplifie le design ;
- la bande passante du bus PCI-X 2.0 bien que plus élevée en théorie (mais en simplex) n'a jamais atteint dans la pratique celle du PCI Express x16 (qui permet de plus un échange en duplex) ;
- l'encombrement d'un connecteur PCI-X (~123 mm) est quasiment le double de celui d'un connecteur PCI et est très supérieur à celui d'un connecteur PCI Express x16 (~90 mm).